# Вандерлей Люшембурго
Вандерлей Люшембурго (на португалски: Vanderlei Luxemburgo) е бивш бразилски футболист и настоящ треньор по футбол. Водил е почти всички бразилски грандове, както и бразилския национален отбор.